# Serra do Iratapuru
La serra do Iratapuru est une formation du relief brésilien située sur le plateau des Guyanes, dans l'Ouest de l'État d'Amapá. Le rio Iratapuru y prend sa source au nord-ouest, et le rio Vila Nova à l'est. C'est une grande zone d'exploration minière où se trouvent d'importants gisements d'uranium. L'exploitation de ceux-ci, concédée à la Compagnie Vale do Rio Doce, a déclenché une révolte des indigènes Waiãpi habitants traditionnels des lieux.